# Isabelle Muller-Quoy
Pour les articles homonymes, voir Quoy et Muller.
Isabelle Muller-Quoy, née le 8 novembre 1967 à Agen, est une juriste et femme politique française, membre du mouvement La République en marche (LREM).
Maître de conférences en droit public à l'université d'Amiens, elle est députée de la première circonscription du Val-d'Oise du 21 juin au 16 novembre 2017, date de l'annulation de son élection par le Conseil constitutionnel.

## Biographie

### Carrière professionnelle
Docteure en droit public en 1994, Isabelle Muller-Quoy est maître de conférences en droit public à l'université d'Amiens.

### Parcours politique

#### Adjointe au maire de Champagne-sur-Oise
Elle devient 3e adjointe au maire de Champagne-sur-Oise à la suite des élections municipales de 2014, puis adhère à La République en marche.

#### Mandat de députée
Elle se présente aux élections législatives de 2017 après avoir reçu le soutien de La République en marche. Elle est investie dans la première circonscription du Val-d'Oise, qui a connu deux députés classés à droite (UDF puis LR) depuis la création de la circonscription en 1988. Philippe Houillon, député LR sortant qui achève son cinquième mandat, ne se représente pas. Isabelle Muller-Quoy arrive en tête du premier tour au soir du 23 avril 2017, avec 13 817 voix, soit 35,93 % des suffrages exprimés. Antoine Savignat, candidat LR qui est par ailleurs son ancien élève, arrive deuxième et se qualifie également pour le second tour avec 17,75% des suffrages. Le 7 mai, elle est élue députée avec 15 400 voix (54,23% des suffrages exprimés) contre 12 996 (45,77%) pour son adversaire.
Isabelle Muller-Quoy intègre l'Assemblée nationale le 21 juin 2017 et rejoint le groupe La République en marche qui compte 308 élus au début de la mandature, soit 53,38% des sièges. Elle est ensuite nommée à la commission du Développement durable et de l'Aménagement du territoire.
Son élection est annulée le 16 novembre 2017 par le Conseil constitutionnel, car son suppléant, Michel Alexeef, président du conseil de prud'hommes de Pontoise jusqu'en janvier 2017, était en cette qualité inéligible. En effet, le code électoral dispose que les présidents des conseils de prud’hommes sont inéligibles dans toute circonscription où ils exercent ou ont exercé leurs fonctions depuis moins d’un an à la date du scrutin.
Isabelle Muller-Quoy est réinvestie par La République en marche pour l'élection partielle remettant son siège en jeu et qui se tient les 28 janvier et 4 février 2018. Ses principaux opposants du PS, de LR, du FN et de LFI se représentent face à elle lors de cette élection. À l'issue du premier tour, elle arrive en tête en obtenant 29,28 % des voix face au candidat LR, mais perd son siège au profit du candidat LR, Antoine Savignat, au soir du second tour, avec 48,55 % des voix, et estime que « les électeurs de gauche se sont abstenus et les voix du FN se sont bien reportées sur LR ».

### Vie familiale
Elle est mère de trois enfants.